# Skilanglauf-Alpencup 2012/13
Der Skilanglauf-Alpencup 2012/13 war eine von der FIS organisierte Wettkampfserie, die zum Unterbau des Skilanglauf-Weltcups 2012/13 gehörte.  Sie begann am 8. Dezember 2012 in Goms und endete am 17. März 2013 in Toblach.

## Männer

### Resultate
| 1. Alpencup in Goms, 8. und 9. Dezember 2012 | 1. Alpencup in Goms, 8. und 9. Dezember 2012 | 1. Alpencup in Goms, 8. und 9. Dezember 2012 | 1. Alpencup in Goms, 8. und 9. Dezember 2012 | 1. Alpencup in Goms, 8. und 9. Dezember 2012 |
| -------------------------------------------- | -------------------------------------------- | -------------------------------------------- | -------------------------------------------- | -------------------------------------------- |
| Datum                                        | Disziplin                                    | Erster Platz                                 | Zweiter Platz                                | Dritter Platz                                |
| 8. Dezember 2012                             | 10 km Freistil                               | Valerio Checchi                              | Paul Constantin Pepene                       | Paul Goalabre                                |
| 9. Dezember 2012                             | 15 km klassisch                              | Franz Göring                                 | Dietmar Nöckler                              | Andy Kühne                                   |

| 2. Alpencup in St. Ulrich, 14. bis 16. Dezember 2012 | 2. Alpencup in St. Ulrich, 14. bis 16. Dezember 2012 | 2. Alpencup in St. Ulrich, 14. bis 16. Dezember 2012 | 2. Alpencup in St. Ulrich, 14. bis 16. Dezember 2012 | 2. Alpencup in St. Ulrich, 14. bis 16. Dezember 2012 |
| ---------------------------------------------------- | ---------------------------------------------------- | ---------------------------------------------------- | ---------------------------------------------------- | ---------------------------------------------------- |
| Datum                                                | Disziplin                                            | Erster Platz                                         | Zweiter Platz                                        | Dritter Platz                                        |
| 14. Dezember 2012                                    | Sprint                                               | Franz Göring                                         | Dario Cologna                                        | Nikolai Bolotow                                      |
| 15. Dezember 2012                                    | 10 km Freistil                                       | Dario Cologna                                        | Alexander Legkow                                     | Franz Göring                                         |
| 16. Dezember 2012                                    | 15 km klassisch Mst                                  | Alexei Poltoranin                                    | Dario Cologna                                        | Alexander Legkow                                     |

| 3. Alpencup in Oberwiesenthal, 4. bis 6. Januar 2013 | 3. Alpencup in Oberwiesenthal, 4. bis 6. Januar 2013 | 3. Alpencup in Oberwiesenthal, 4. bis 6. Januar 2013 | 3. Alpencup in Oberwiesenthal, 4. bis 6. Januar 2013 | 3. Alpencup in Oberwiesenthal, 4. bis 6. Januar 2013 |
| ---------------------------------------------------- | ---------------------------------------------------- | ---------------------------------------------------- | ---------------------------------------------------- | ---------------------------------------------------- |
| Datum                                                | Disziplin                                            | Erster Platz                                         | Zweiter Platz                                        | Dritter Platz                                        |
| 4. Januar 2013                                       | Sprint klassisch                                     | Gianluca Cologna                                     | Baptiste Gros                                        | Rok Tršan                                            |
| 5. Januar 2013                                       | 20 km Skiathlon                                      | Jonas Dobler                                         | Alexis Jeannerod                                     | Sebastian Eisenlauer                                 |
| 6. Januar 2013                                       | 10 km Freistil                                       | Franz Göring                                         | Jonas Dobler                                         | Lucas Bögl                                           |

| 4. Alpencup in Rogla, 15. bis 17. Februar 2013 | 4. Alpencup in Rogla, 15. bis 17. Februar 2013 | 4. Alpencup in Rogla, 15. bis 17. Februar 2013 | 4. Alpencup in Rogla, 15. bis 17. Februar 2013 | 4. Alpencup in Rogla, 15. bis 17. Februar 2013 |
| ---------------------------------------------- | ---------------------------------------------- | ---------------------------------------------- | ---------------------------------------------- | ---------------------------------------------- |
| Datum                                          | Disziplin                                      | Erster Platz                                   | Zweiter Platz                                  | Dritter Platz                                  |
| 15. Februar 2013                               | 3,75 km Freistil                               | Andy Kühne                                     | Baptiste Gros                                  | Adrien Mougel                                  |
| 16. Februar 2013                               | 10 km klassisch                                | Mattia Pellegrin                               | Romain Vandel                                  | Andy Kühne                                     |
| 17. Februar 2013                               | 15 km Freistil Verfolgung                      | Romain Vandel                                  | Lucas Bögl                                     | Christophe Perrillat-Collomb                   |

| 5. Alpencup in Hirschau, 23. und 24. Februar 2013 | 5. Alpencup in Hirschau, 23. und 24. Februar 2013 | 5. Alpencup in Hirschau, 23. und 24. Februar 2013 | 5. Alpencup in Hirschau, 23. und 24. Februar 2013 | 5. Alpencup in Hirschau, 23. und 24. Februar 2013 |
| ------------------------------------------------- | ------------------------------------------------- | ------------------------------------------------- | ------------------------------------------------- | ------------------------------------------------- |
| Datum                                             | Disziplin                                         | Erster Platz                                      | Zweiter Platz                                     | Dritter Platz                                     |
| 23. Februar 2013                                  | Sprint Freistil                                   | Baptiste Gros                                     | Thomas Bing                                       | Jonas Dobler                                      |
| 24. Februar 2013                                  | 20 km klassisch Mst                               | Mattia Pellegrin                                  | Thomas Bing                                       | Tom Reichelt                                      |

| 6. Alpencup in Madonna di Campiglio, 9. und 10. März 2013 | 6. Alpencup in Madonna di Campiglio, 9. und 10. März 2013 | 6. Alpencup in Madonna di Campiglio, 9. und 10. März 2013 | 6. Alpencup in Madonna di Campiglio, 9. und 10. März 2013 | 6. Alpencup in Madonna di Campiglio, 9. und 10. März 2013 |
| --------------------------------------------------------- | --------------------------------------------------------- | --------------------------------------------------------- | --------------------------------------------------------- | --------------------------------------------------------- |
| Datum                                                     | Disziplin                                                 | Erster Platz                                              | Zweiter Platz                                             | Dritter Platz                                             |
| 9. März 2013                                              | 10 km klassisch                                           | Franz Göring                                              | Maicol Rastelli                                           | Sebastian Eisenlauer                                      |
| 10. März 2013                                             | 30 km Freistil Mst                                        | Thomas Wick                                               | Franz Göring                                              | Adrien Backscheider                                       |

| 7. Alpencup in Toblach, 15. bis 17. März 2013 | 7. Alpencup in Toblach, 15. bis 17. März 2013 | 7. Alpencup in Toblach, 15. bis 17. März 2013 | 7. Alpencup in Toblach, 15. bis 17. März 2013 | 7. Alpencup in Toblach, 15. bis 17. März 2013 |
| --------------------------------------------- | --------------------------------------------- | --------------------------------------------- | --------------------------------------------- | --------------------------------------------- |
| Datum                                         | Disziplin                                     | Erster Platz                                  | Zweiter Platz                                 | Dritter Platz                                 |
| 15. März 2013                                 | 3,3 km Freistil                               | Loris Frasnelli                               | Jonas Dobler                                  | Fabio Clementi                                |
| 16. März 2013                                 | 10 km klassisch                               | Bastien Poirrier                              | Thomas Bing                                   | Franz Göring                                  |
| 17. März 2013                                 | 15 km Freistil Verfolgung                     | Thomas Bing                                   | Sebastian Eisenlauer                          | Fabio Clementi                                |

### Junioren Resultate
| Datum                                | Austragungsort       | Altersklasse | Disziplin                 | Sieger                | Zweiter               | Dritter               |
| ------------------------------------ | -------------------- | ------------ | ------------------------- | --------------------- | --------------------- | --------------------- |
| 8. Dezember 2012                     | Goms                 | U20          | 10 km Freistil            | Francesco De Fabiani  | Martin Weisheit       | Clément Parisse       |
| 9. Dezember 2012                     | Goms                 | U20          | 15 km klassisch           | Francesco De Fabiani  | Moritz Madlener       | Martin Weisheit       |
| Skilanglauf-Europameisterschaft 2013 |                      |              |                           |                       |                       |                       |
| 14. Dezember 2012                    | St. Ulrich           | U18          | Sprint klassisch          | Simone Romani         | Ludek Seller          | Florin Daniel Pripici |
| 15. Dezember 2012                    | St. Ulrich           | U18          | 10 km Freistil            | Florin Daniel Pripici | Michal Novák          | Stepan Terentjev      |
| 16. Dezember 2012                    | St. Ulrich           | U18          | 10 km klassisch Mst       | Yordan Chuchuganov    | Florin Daniel Pripici | Michal Novák          |
| 14. Dezember 2012                    | St. Ulrich           | U20          | Sprint klassisch          | Lennart Metz          | Marius Cebulla        | Moritz Madlener       |
| 15. Dezember 2012                    | St. Ulrich           | U20          | 10 km Freistil            | Francesco De Fabiani  | Petr Knop             | Roman Schaad          |
| 16. Dezember 2012                    | St. Ulrich           | U20          | 15 km klassisch Mst       | Francesco De Fabiani  | Konrad Motor          | Moritz Madlener       |
| 4. Januar 2013                       | Oberwiesenthal       | U20          | Sprint klassisch          | Lennart Metz          | Roman Schaad          | Tobias Trenkle        |
| 5. Januar 2013                       | Oberwiesenthal       | U20          | 20 km Skiathlon           | Clément Parisse       | Martin Weisheit       | Moritz Madlener       |
| 6. Januar 2013                       | Oberwiesenthal       | U20          | 10 km Freistil            | Martin Weisheit       | Clément Parisse       | Christian Stiebritz   |
| 15. Februar 2013                     | Rogla                | U20          | 3,75 km Freistil          | Martin Weisheit       | Sergej Malyschew      | Clément Parisse       |
| 16. Februar 2013                     | Rogla                | U20          | 10 km klassisch           | Francesco De Fabiani  | Sergej Malyschew      | Alexandre Pouyé       |
| 17. Februar 2013                     | Rogla                | U20          | 15 km Freistil Verfolgung | Sergej Malyschew      | Clément Parisse       | Francesco De Fabiani  |
| 23. Februar 2013                     | Hirschau             | U20          | Sprint Freistil           | Lennart Metz          | Francesco De Fabiani  | Clément Parisse       |
| 24. Februar 2013                     | Hirschau             | U20          | 20 km klassisch Mst       | Francesco De Fabiani  | Livio Bieler          | Lennart Metz          |
| 9. März 2013                         | Madonna di Campiglio | U20          | 10 km klassisch           | Roman Schaad          | Sergej Malyschew      | Alexandre Pouyé       |
| 10. März 2013                        | Madonna di Campiglio | U20          | 15 km Freistil Mst        | Clément Parisse       | Livio Bieler          | Sergej Malyschew      |
| 15. März 2013                        | Toblach              | U20          | 3,3 km Freistil           | Livio Bieler          | Clément Parisse       | Roman Ragosin         |
| 16. März 2013                        | Toblach              | U20          | 10 km klassisch           | Livio Bieler          | Alexandre Pouyé       | Clément Parisse       |
| 17. März 2013                        | Toblach              | U20          | 15 km Freistil Verfolgung | Clément Parisse       | Livio Bieler          | Alexandre Pouyé       |

### Gesamtwertung Männer
| Rang | Name                         | Punkte |
| ---- | ---------------------------- | ------ |
| 01   | Franz Göring                 | 0797   |
| 02   | Sebastian Eisenlauer         | 0627   |
| 03   | Lucas Bögl                   | 0596   |
| 04   | Jonas Dobler                 | 0588   |
| 05   | Thomas Bing                  | 0509   |
| 06   | Mattia Pellegrin             | 0395   |
| 07   | Adrien Backscheider          | 0367   |
| 08   | Romain Vandel                | 0357   |
| 09   | Baptiste Gros                | 0350   |
| 10   | Adrien Mougel                | 0347   |
| 11.  | Andy Kühne                   | 0338   |
| 12.  | Thomas Wick                  | 0322   |
| 13.  | Alexis Jeannerod             | 0309   |
| 14.  | Fabio Clementi               | 0308   |
| 15.  | Mirco Bertolina              | 0283   |
| 16.  | Dario Cologna                | 0280   |
| 17.  | Christophe Perrillat-Collomb | 0254   |
| 18.  | Bastien Poirrier             | 0250   |
| 19.  | Florian Notz                 | 0240   |
| 20.  | Gianluca Cologna             | 0223   |
| 21.  | Roy Meingast                 | 0211   |
| 22.  | Paul Goalabre                | 0199   |
| 23.  | Sergio Rigoni                | 0190   |
| 24.  | Valerio Checchi              | 0188   |
| 25.  | Valerio Leccardi             | 0186   |
| 26.  | Giovanni Gullo               | 0178   |
| 27.  | Dietmar Nöckler              | 0171   |
| 28.  | Damien Tarantola             | 0164   |
| 29.  | Giandomenico Salvadori       | 0162   |
| 30.  | Enrico Nizzi                 | 0159   |
| 31.  | Max Hauke                    | 0152   |
| 32.  | Fulvio Scola                 | 0146   |
| 33.  | Fabrizio Clementi            | 0145   |
| 34.  | Loris Frasnelli              | 0142   |
| 35.  | Valentin Mättig              | 0136   |

| Rang | Name               | Punkte |
| ---- | ------------------ | ------ |
| 36.  | Tom Reichelt       | 0135   |
| 37.  | Jonas Baumann      | 0133   |
| 37.  | Cyril Miranda      | 0133   |
| 39.  | Maicol Rastelli    | 0132   |
| 40.  | Daniel Yeuilla     | 0123   |
| 41.  | Aurelius Herburger | 0116   |
| 42.  | Ueli Schnider      | 0115   |
| 43.  | Tao Quemere        | 0112   |
| 44.  | Remo Fischer       | 0110   |
| 45.  | Mathias Wibault    | 0100   |
| 46.  | Alexander Wolz     | 095    |
| 47.  | Cyril Gaillard     | 094    |
| 48.  | Daniel Heun        | 088    |
| 49.  | Curdin Perl        | 081    |
| 50.  | Vicenc Vilarruba   | 080    |
| 51.  | Rok Tršan          | 077    |
| 52.  | Dominik Baldauf    | 074    |
| 52.  | Erwan Käser        | 074    |
| 52.  | Domen Potocnik     | 074    |
| 52.  | Markus Weeger      | 074    |
| 56.  | Mauro Gruber       | 072    |
| 57.  | Janmatie Kostner   | 066    |
| 58.  | Jovian Hediger     | 62     |
| 59.  | Philipp Hälg       | 58     |
| 60.  | Andreas Katz       | 55     |
| 60.  | Candide Pralong    | 55     |
| 62.  | Johannes Dürr      | 54     |
| 63.  | Oliver Wünsch      | 53     |
| 64.  | Imanol Rojo        | 52     |
| 65.  | Stefano Gardener   | 51     |
| 66.  | Clement Molliet    | 49     |
| 67.  | Martin Egraz       | 48     |
| 68.  | Javier Gutierrez   | 44     |
| 69.  | Max Wohlleben      | 41     |
| 70.  | Francois Vierin    | 40     |

| Rang | Name                 | Punkte |
| ---- | -------------------- | ------ |
| 71.  | Bertrand Hamoumraoui | 39     |
| 72.  | Bastien Buttin       | 34     |
| 73.  | Pierre Guedon        | 33     |
| 73.  | Luka Prosen          | 33     |
| 73.  | Michael Schnetzer    | 33     |
| 76.  | Renato Pasini        | 32     |
| 76.  | Kevin Plessnitzer    | 32     |
| 78.  | Paolo Fanton         | 31     |
| 78.  | Matjaz Gorjanc       | 31     |
| 80.  | Bernhard Benedikt    | 29     |
| 80.  | Samson Schairer      | 29     |
| 82.  | Claudio Muller       | 27     |
| 83.  | Niklas Liederer      | 26     |
| 83.  | Ioseba Rojo          | 26     |
| 85.  | Martin Jäger         | 25     |
| 86.  | Christoph Eigenmann  | 24     |
| 87.  | Mauro Brigadoi       | 23     |
| 88.  | Eligius Tambornino   | 21     |
| 89.  | Renaud Jay           | 20     |
| 90.  | Florian Eberspacher  | 18     |
| 91.  | Luka Gostincar       | 17     |
| 91.  | Mario Roncador       | 17     |
| 93.  | Benoît Chauvet       | 16     |
| 93.  | Thomas Ebner         | 16     |
| 95.  | Ricardo Mich         | 11     |
| 96.  | Daniele Compagnoni   | 9      |
| 97.  | Mathias Inniger      | 8      |
| 97.  | Francois Vierin      | 8      |
| 99.  | Bostjan Klavzar      | 6      |
| 100. | Luis Stadtlober      | 5      |
| 101. | Gerard Agnellet      | 4      |
| 101. | Pietro Valorz        | 4      |
| 101. | Josef Wenzl          | 4      |
| 104. | Francois Ronc Cella  | 3      |

| Endstand (Top 10) |                      |        |
| \| Rang \| Name \| Punkte \| \| ---- \| -------------------- \| ------ \| \| 01 \| Clément Parisse \| 1141 \| \| 02 \| Francesco De Fabiani \| 1002 \| \| 03 \| Martin Weisheit \| 0911 \| \| 04 \| Alexandre Pouyé \| 0677 \| \| 05 \| Livio Bieler \| 0657 \| \| 06 \| Moritz Madlener \| 0652 \| \| 07 \| Mathias Dheyriat \| 0571 \| \| 07 \| Daniel Herzog \| 0571 \| \| 09 \| Roman Schaad \| 0493 \| \| 10 \| Matteo Tanel \| 0491 \| |                      |        |
| Rang | Name                 | Punkte |
| 01 | Clément Parisse      | 1141   |
| 02 | Francesco De Fabiani | 1002   |
| 03 | Martin Weisheit      | 0911   |
| 04 | Alexandre Pouyé      | 0677   |
| 05 | Livio Bieler         | 0657   |
| 06 | Moritz Madlener      | 0652   |
| 07 | Mathias Dheyriat     | 0571   |
| 07 | Daniel Herzog        | 0571   |
| 09 | Roman Schaad         | 0493   |
| 10 | Matteo Tanel         | 0491   |

## Frauen

### Resultate
| 1. Alpencup in Goms, 8. und 9. Dezember 2012 | 1. Alpencup in Goms, 8. und 9. Dezember 2012 | 1. Alpencup in Goms, 8. und 9. Dezember 2012 | 1. Alpencup in Goms, 8. und 9. Dezember 2012 | 1. Alpencup in Goms, 8. und 9. Dezember 2012 |
| -------------------------------------------- | -------------------------------------------- | -------------------------------------------- | -------------------------------------------- | -------------------------------------------- |
| Datum                                        | Disziplin                                    | Erster Platz                                 | Zweiter Platz                                | Dritter Platz                                |
| 8. Dezember 2012                             | 5 km Freistil                                | Ilaria Debertolis                            | Laura Orgué                                  | Marina Piller                                |
| 9. Dezember 2012                             | 10 km klassisch                              | Polina Ermoshina                             | Sandra Ringwald                              | Ilaria Debertolis                            |

| 2. Alpencup in St. Ulrich, 14. bis 16. Dezember 2012 | 2. Alpencup in St. Ulrich, 14. bis 16. Dezember 2012 | 2. Alpencup in St. Ulrich, 14. bis 16. Dezember 2012 | 2. Alpencup in St. Ulrich, 14. bis 16. Dezember 2012 | 2. Alpencup in St. Ulrich, 14. bis 16. Dezember 2012 |
| ---------------------------------------------------- | ---------------------------------------------------- | ---------------------------------------------------- | ---------------------------------------------------- | ---------------------------------------------------- |
| Datum                                                | Disziplin                                            | Erster Platz                                         | Zweiter Platz                                        | Dritter Platz                                        |
| 14. Dezember 2012                                    | Sprint klassisch                                     | Waljanzina Kaminskaja                                | Sandra Ringwald                                      | Natalja Naryshkina                                   |
| 15. Dezember 2012                                    | 5 km Freistil                                        | Nicole Fessel                                        | Sandra Ringwald                                      | Anouk Faivre Picon                                   |
| 16. Dezember 2012                                    | 10 km klassisch Mst.                                 | Theresa Eichhorn                                     | Anouk Faivre Picon                                   | Sandra Ringwald                                      |

| 3. Alpencup in Oberwiesenthal, 4. bis 6. Januar 2013 | 3. Alpencup in Oberwiesenthal, 4. bis 6. Januar 2013 | 3. Alpencup in Oberwiesenthal, 4. bis 6. Januar 2013 | 3. Alpencup in Oberwiesenthal, 4. bis 6. Januar 2013 | 3. Alpencup in Oberwiesenthal, 4. bis 6. Januar 2013 |
| ---------------------------------------------------- | ---------------------------------------------------- | ---------------------------------------------------- | ---------------------------------------------------- | ---------------------------------------------------- |
| Datum                                                | Disziplin                                            | Erster Platz                                         | Zweiter Platz                                        | Dritter Platz                                        |
| 4. Januar 2013                                       | Sprint klassisch                                     | Doris Trachsel                                       | Alena Procházková                                    | Daria Gaiazova                                       |
| 5. Januar 2013                                       | 15 km Skiathlon                                      | Aurélie Dabudyk                                      | Monique Siegel                                       | Elisabeth Schicho                                    |
| 6. Januar 2013                                       | 5 km Freistil                                        | Christa Jäger                                        | Daria Gaiazova                                       | Elisabeth Schicho                                    |

| 4. Alpencup in Rogla, 15. bis 17. Februar 2013 | 4. Alpencup in Rogla, 15. bis 17. Februar 2013 | 4. Alpencup in Rogla, 15. bis 17. Februar 2013 | 4. Alpencup in Rogla, 15. bis 17. Februar 2013 | 4. Alpencup in Rogla, 15. bis 17. Februar 2013 |
| ---------------------------------------------- | ---------------------------------------------- | ---------------------------------------------- | ---------------------------------------------- | ---------------------------------------------- |
| Datum                                          | Disziplin                                      | Erster Platz                                   | Zweiter Platz                                  | Dritter Platz                                  |
| 15. Februar 2013                               | 2,5 km Freistil                                | Alenka Cebasek                                 | Veronika Mayerhofer                            | Manon Locatelli                                |
| 16. Februar 2013                               | 5 km klassisch                                 | Polina Ermoshina                               | Manon Locatelli                                | Kerstin Muschet                                |
| 17. Februar 2013                               | 10 km Freistil Verfolgung                      | Laura Orgué                                    | Veronika Mayerhofer                            | Alenka Cebasek                                 |

| 5. Alpencup in Hirschau, 23. und 24. Februar 2013 | 5. Alpencup in Hirschau, 23. und 24. Februar 2013 | 5. Alpencup in Hirschau, 23. und 24. Februar 2013 | 5. Alpencup in Hirschau, 23. und 24. Februar 2013 | 5. Alpencup in Hirschau, 23. und 24. Februar 2013 |
| ------------------------------------------------- | ------------------------------------------------- | ------------------------------------------------- | ------------------------------------------------- | ------------------------------------------------- |
| Datum                                             | Disziplin                                         | Erster Platz                                      | Zweiter Platz                                     | Dritter Platz                                     |
| 23. Februar 2013                                  | Sprint Freistil                                   | Karolina Grohova                                  | Manon Locatelli                                   | Aurélie Dabudyk                                   |
| 24. Februar 2013                                  | 15 km klassisch Mst                               | Stefanie Böhler                                   | Monique Siegel                                    | Manon Locatelli                                   |

| 6. Alpencup in Madonna di Campiglio, 9. und 10. März 2013 | 6. Alpencup in Madonna di Campiglio, 9. und 10. März 2013 | 6. Alpencup in Madonna di Campiglio, 9. und 10. März 2013 | 6. Alpencup in Madonna di Campiglio, 9. und 10. März 2013 | 6. Alpencup in Madonna di Campiglio, 9. und 10. März 2013 |
| --------------------------------------------------------- | --------------------------------------------------------- | --------------------------------------------------------- | --------------------------------------------------------- | --------------------------------------------------------- |
| Datum                                                     | Disziplin                                                 | Erster Platz                                              | Zweiter Platz                                             | Dritter Platz                                             |
| 9. März 2013                                              | 5 km klassisch                                            | Stefanie Böhler                                           | Laura Orgué                                               | Ilaria Debertolis                                         |
| 10. März 2013                                             | 15 km Freistil Mst                                        | Debora Agreiter                                           | Marina Piller                                             | Elisa Brocard                                             |

| 7. Alpencup in Toblach, 15. bis 17. März 2013 | 7. Alpencup in Toblach, 15. bis 17. März 2013 | 7. Alpencup in Toblach, 15. bis 17. März 2013 | 7. Alpencup in Toblach, 15. bis 17. März 2013 | 7. Alpencup in Toblach, 15. bis 17. März 2013 |
| --------------------------------------------- | --------------------------------------------- | --------------------------------------------- | --------------------------------------------- | --------------------------------------------- |
| Datum                                         | Disziplin                                     | Erster Platz                                  | Zweiter Platz                                 | Dritter Platz                                 |
| 15. März 2013                                 | 2,5 km Freistil                               | Christa Jäger                                 | Alenka Čebašek                                | Sadie Bjornsen                                |
| 16. März 2013                                 | 5 km klassisch                                | Sadie Bjornsen                                | Sandra Ringwald                               | Elisabeth Schicho                             |
| 17. März 2013                                 | 10 km Freistil Verfolgung                     | Sandra Ringwald                               | Sadie Bjornsen                                | Alenka Čebašek                                |

### Junioren Resultate
| Datum                                | Austragungsort       | Altersklasse | Disziplin                 | Sieger           | Zweiter          | Dritter                 |
| ------------------------------------ | -------------------- | ------------ | ------------------------- | ---------------- | ---------------- | ----------------------- |
| 8. Dezember 2012                     | Goms                 | U20          | 5 km Freistil             | Francesca Baudin | Lea Einfalt      | Teresa Stadlober        |
| 9. Dezember 2012                     | Goms                 | U20          | 10 km klassisch           | Teresa Stadlober | Laura Gimmler    | Julia Belger            |
| Skilanglauf-Europameisterschaft 2013 |                      |              |                           |                  |                  |                         |
| 14. Dezember 2012                    | St. Ulrich           | U18          | Sprint klassisch          | Lisa Unterweger  | Erica Antoniol   | Erzebet Emilia Sara     |
| 15. Dezember 2012                    | St. Ulrich           | U18          | 5 km Freistil             | Delphine Claudel | Lisa Unterweger  | Lea Damiani             |
| 16. Dezember 2012                    | St. Ulrich           | U18          | 7,5 km klassisch Mst      | Delphine Claudel | Jasmin Berchtold | Lisa Unterweger         |
| 14. Dezember 2012                    | St. Ulrich           | U20          | Sprint klassisch          | Anne Winkler     | Laura Gimmler    | Victoria Carl           |
| 15. Dezember 2012                    | St. Ulrich           | U20          | 5 km Freistil             | Lea Einfalt      | Teresa Stadlober | Victoria Carl           |
| 16. Dezember 2012                    | St. Ulrich           | U20          | 10 km klassisch Mst       | Victoria Carl    | Julia Belger     | Teresa Stadlober        |
| 4. Januar 2013                       | Oberwiesenthal       | U20          | Sprint klassisch          | Anne Winkler     | Laura Gimmler    | Nathalie Schwarz        |
| 5. Januar 2013                       | Oberwiesenthal       | U20          | 15 km Skiathlon           | Teresa Stadlober | Katharina Hennig | Nathalie von Siebenthal |
| 6. Januar 2013                       | Oberwiesenthal       | U20          | 5 km Freistil             | Teresa Stadlober | Eva Wolf         | Nathalie Schwarz        |
| 15. Februar 2013                     | Rogla                | U20          | 2,5 km Freistil           | Francesca Baudin | Nathalie Schwarz | Julia Belger            |
| 16. Februar 2013                     | Rogla                | U20          | 5 km klassisch            | Julia Belger     | Eva Wolf         | Francesca Baudin        |
| 17. Februar 2013                     | Rogla                | U20          | 10 km Freistil Verfolgung | Francesca Baudin | Julia Belger     | Giulia Stürz            |
| 23. Februar 2013                     | Hirschau             | U20          | Sprint Freistil           | Laura Gimmler    | Francesca Baudin | Lucie Charvátová        |
| 24. Februar 2013                     | Hirschau             | U20          | 15 km klassisch Mst       | Francesca Baudin | Julia Belger     | Laura Gimmler           |
| 9. März 2013                         | Madonna di Campiglio | U20          | 5 km klassisch            | Francesca Baudin | Eva Wolf         | Julia Belger            |
| 10. März 2013                        | Madonna di Campiglio | U20          | 10 km Freistil Mst        | Francesca Baudin | Teresa Stadlober | Giulia Stürz            |
| 15. März 2013                        | Toblach              | U20          | 2,5 km Freistil           | Victoria Carl    | Nika Razinger    | Nathalie Schwarz        |
| 16. März 2013                        | Toblach              | U20          | 5 km klassisch            | Teresa Stadlober | Julia Belger     | Nika Razinger           |
| 17. März 2013                        | Toblach              | U20          | 10 km Freistil Verfolgung | Teresa Stadlober | Victoria Carl    | Julia Belger            |

### Gesamtwertung Frauen
| Rang | Name                | Punkte |
| ---- | ------------------- | ------ |
| 01   | Monique Siegel      | 836    |
| 02   | Sandra Ringwald     | 723    |
| 03   | Laura Orgué         | 668    |
| 04   | Manon Locatelli     | 617    |
| 05   | Aurélie Dabudyk     | 581    |
| 06   | Elisabeth Schicho   | 534    |
| 07   | Veronika Mayerhofer | 520    |
| 08   | Ilaria Debertolis   | 493    |
| 09   | Christa Jäger       | 485    |
| 010  | Sara Pellegrini     | 473    |
| 11.  | Lucia Anger         | 457    |
| 12.  | Marion Simille      | 455    |
| 13.  | Alenka Čebašek      | 444    |
| 14.  | Theresa Eichhorn    | 402    |
| 15.  | Stefanie Böhler     | 369    |
| 15.  | Anja Erzen          | 369    |
| 17.  | Kerstin Muschet     | 363    |
| 18.  | Doris Trachsel      | 321    |

| Rang | Name               | Punkte |
| ---- | ------------------ | ------ |
| 19.  | Veronika Cavallar  | 303    |
| 20.  | Laure Tassion      | 268    |
| 21.  | Lucia Scardoni     | 266    |
| 22.  | Marion Buillet     | 260    |
| 23.  | Elisa Brocard      | 248    |
| 24.  | Debora Roncari     | 241    |
| 25.  | Helene Jacob       | 177    |
| 26.  | Barbara Antonelli  | 172    |
| 27.  | Silvia Rupil       | 160    |
| 28.  | Mirjam Cossettini  | 152    |
| 29.  | Barbara Jezeršek   | 144    |
| 30.  | Anouk Faivre Picon | 140    |
| 30.  | Marina Piller      | 140    |
| 30.  | Stefania Zanon     | 140    |
| 33.  | Nicole Fessel      | 100    |
| 34.  | Eva Severrus       | 090    |
| 35.  | Natalia Müller     | 084    |
| 36.  | Maria Flecker      | 081    |

| Rang | Name               | Punkte |
| ---- | ------------------ | ------ |
| 37.  | Roxana Lacroix     | 065    |
| 37.  | Tatjana Stiffler   | 065    |
| 39.  | Rahel Imoberdorf   | 064    |
| 40.  | Sarah Wagner       | 058    |
| 41.  | Francesca di Sopra | 049    |
| 41.  | Berta Morral       | 049    |
| 43.  | Jessica Müller     | 040    |
| 44.  | Marine Dewäle      | 031    |
| 45.  | Maialen Lopez      | 029    |
| 46.  | Elisa Hernandez    | 028    |
| 47.  | Iris Pessey        | 023    |
| 48.  | Gaia Vuerich       | 019    |
| 49.  | Sandra Edelbauer   | 016    |
| 50.  | Carmen Emmenegger  | 012    |
| 51.  | Greta Laurent      | 08     |
| 52.  | Jennifer Egger     | 07     |
| 53.  | Chantal Carlen     | 05     |
| 54.  | Jeromine Mercier   | 01     |

| Endstand (Top 10) |                         |        |
| \| Rang \| Name \| Punkte \| \| ---- \| ----------------------- \| ------ \| \| 01 \| Francesca Baudin \| 1004 \| \| 02 \| Julia Belger \| 0957 \| \| 03 \| Teresa Stadlober \| 0901 \| \| 04 \| Nathalie Schwarz \| 0803 \| \| 05 \| Laura Gimmler \| 0734 \| \| 06 \| Lea Einfalt \| 0667 \| \| 07 \| Eva Wolf \| 0654 \| \| 08 \| Nathalie von Siebenthal \| 0597 \| \| 09 \| Nika Razinger \| 0567 \| \| 10 \| Giulia Stürz \| 0564 \| |                         |        |
| Rang | Name                    | Punkte |
| 01 | Francesca Baudin        | 1004   |
| 02 | Julia Belger            | 0957   |
| 03 | Teresa Stadlober        | 0901   |
| 04 | Nathalie Schwarz        | 0803   |
| 05 | Laura Gimmler           | 0734   |
| 06 | Lea Einfalt             | 0667   |
| 07 | Eva Wolf                | 0654   |
| 08 | Nathalie von Siebenthal | 0597   |
| 09 | Nika Razinger           | 0567   |
| 10 | Giulia Stürz            | 0564   |